# Elimination Chamber (2021)
Elimination Chamber (2021) — одиннадцатое по счёту шоу Elimination Chamber, PPV-шоу производства американского рестлинг-промоушна WWE. Шоу прошло 21 февраля 2021 года из WWE ThunderDome, расположенного на арене «Тропикана-филд» в Сент-Питерсберге, Флорида, США.

## Производство

### Предыстория
Elimination Chamber — это шоу, впервые проведенное американским промоушеном WWE в 2010 году. С тех пор оно проводится каждый год, за исключением 2016 года, обычно в феврале. Концепция мероприятия заключается в том, что внутри структуры Elimination Chamber (рус. Ликвидационная камера) проводятся один или два матча, в которых на кону стоят либо чемпионские титулы, либо будущие шансы на чемпионство.
Elimination Chamber 2021 года станет одиннадцатым шоу в хронологии Elimination Chamber и будет включать в себя рестлеров из брендов Raw и SmackDown.
25 января 2021 года WWE объявила, что WWE Network будет распространяться исключительно стриминговым сервисом Peacock в США в рамках нового соглашения с NBCUniversal, которая транслирует понедельничные Raw и NXT на USA Network. WWE Network станет своим собственным премиальным каналом под управлением Peacock, в то время как подписчики Peacock Premium получат доступ без каких-либо дополнительных затрат; то другие страны будут поддерживать текущую отдельную услугу WWE Network, распространяемую самой компанией. Это новое соглашение вступит в силу 18 марта, сделав Elimination Chamber окончательным pay-per-view в эфире американской версии WWE Network, прежде чем она объединится под Peacock.
В 2011 году и с 2013 года в Германии это шоу называлось как No Escape, поскольку было высказано опасение, что название «Ликвидационная камера» может напомнить людям о газовых камерах, использовавшихся во время Холокоста.

#### Последствия пандемии COVID-19
В результате пандемии COVID-19 WWE представляла большую часть своих шоу из Подготовительного центра WWE в Орландо, штат Флорида, с середины марта без присутствия фанатов, хотя в конце мая промоушен начал использовать стажеров Подготовительного центра в качестве живой аудитории, которая в середине июня была дополнительно расширена до друзей и членов семьи рестлеров. 17 августа WWE объявила, что в «обозримом будущем» все будущие еженедельники и PPV будут проходить в Amway Center, более крупном месте, также расположенном в Орландо, начиная с эпизода SmackDown 21 августа. Кроме того, шоу теперь имеют новый опыт просмотра фанатов под названием «ThunderDome», который использует дроны, лазеры, пиротехнику, дым и проекции. Около тысячи светодиодных досок были установлены в центре Amway, чтобы болельщики могли практически бесплатно посещать мероприятия и быть замеченными на рядах и рядах светодиодных досок. Звук арены также смешивается с звуком виртуальных болельщиков, так что можно услышать крики болельщиков. Первоначальное соглашение WWE с Amway Center истекло 31 октября, но с возможностью продления контракта с уведомлением за две недели. 12 октября PWInsider сообщил, что контракт был продлен, при этом Fightful раскрыл дату истечения срока действия изменённого контракта до 24 ноября. Поскольку WWE переезжает ThunderDome на Tropicana Field в Санкт-Петербург, Флорида, начиная с эпизода «SmackDown» от 11 декабря. Переезд был сделан в связи с началом сезона НБА 2020-21, поскольку Amway Center является домашней ареной Орландо Мэджик.

### Сюжетные линии
Поединки происходили из сценарных сюжетных линий, где рестлеры изображали героев, злодеев или менее различимых персонажей в сценарных линих, которые создавали напряжение и завершались реслинг матчей или серией матчей. Результаты были предопределены сценаристами WWE на бренды Raw и SmackDown, как и сюжетные линии созданные на еженедельных телевизионных шоу WWE, Monday Night Raw и Friday Night SmackDown.

#### Elimination Chamber матч (Бренд Raw)
После того как Шеймус был задрафтован на бренд Raw на драфте WWE 2020 года, он восстановил свою старую дружбу с чемпионом WWE Дрю Макинтайром. Однако на эпизоде Raw от 1 февраля 2021 года Шеймус набросился на Макинтайра, заявив, что он ему не друг и хочет выиграть Чемпионство WWE. Позже Макинтайр принял вызов Шеймуса на поединок один на один. Однако на следующей неделе официальные лица WWE Адам Пирс и Шейн Макмахон объявили, что Макинтайр будет защищать Чемпионство WWE против пяти бывших чемпионов WWE в Elimination Chamber матче одноимённого шоу, в котором вошли Шеймус, а также Джефф Харди, Эй Джей Стайлз, Рэнди Ортон и Мистер Деньги в банке Миз. На эпизоде Raw от 15 февраля Миз снялся с матча, поскольку являлся держателем Деньги в банке. Назначенный матч между членом команды Новый День Кофи Кингстоном и Мизом, где вслучае, если Миз выиграет, то его место займет его партнер по команде, Джон Моррисон, но если Кингстон выиграет, он будет участвовать в Elimination Chamber матче. Кингстон выиграл матч, позже той же ночью Шеймус выиграл гаулент-матч, в последним устранив Макинтайра, заработать право войти в матч последним.

#### Аска против Лэйси Эванс (c Риком Флэром) (отменен)
В начале января Лэйси Эванс присоединилась к Рику Флэру в попытке подразнить его дочь Шарлотту Флэр. Это продолжалось в течение нескольких недель, в том числе Эванс и Рик прерывали матчи Шарлотты, что привело к тому, что Шарлотта и Чемпионка Raw среди женщин Аска проиграли Командные Чемпионства WWE среди женщин на кик-офф шоу Королевской Битвы. На эпизоде Raw от 8 февраля Эванс заявила, что уважает Рика и его наследие, в отличие от его дочери. Шарлотта вышла и отругала Эванса за то, что он использовал её отца для своего продвижения. Затем Эванс заявила, что у неё есть свои цели за Чемпионство Raw среди женщин, и вызвала Шарлотту на матч с условием, что если Эванс выиграет, она заработает тайтл-шот за титул. Эванс впоследствии победила Шарлотту по дисквалификации, заработав матч за Чемпионство Raw среди женщин против Аски на Elimination Chamber. На следующей неделе на выпуске Raw во время командного матча, в котором участвовали Шарлотта и Аска против Эванс и Пейтон Ройс, Эванс рассказала, что она по настоящему беременна. Хотя в это время WWE официально не объявляли об отмене матча с Аской на Elimination Chamber, но журналист и редактор журнала Wrestling Observer Newsletter Дейв Мельтцер подтвердил, что матч не состоится.

#### Бобби Лэшли (с MVP) против Джона Моррисона против Риддла
В декабре 2020 года Риддл начал вражду с Чемпионом Соединенных Штатов Бобби Лэшли. На эпизоде Raw от 4 января Риддл победил Лэшли в матче без титула на кону, заработав титульный матч на следующей неделе, однако Риддл проиграл Лэшли. На эпизоде 25 января Риддл заработал ещё одну возможность за титул против Лэшли, победив партнера Лэшли по группировки Hurt Business в гаулент матче получив свой тайтл-шот. На следующей неделе на Raw, где Риддл победил бы Лэшли по дисквалификации, но не выиграл чемпионство. На следующей неделе Риддл столкнулся с Китом Ли, где заявив, что ему тоже нужно выиграть Чемпионство Соединенных Штатов. Ли, однако, не согласившись с тем, что Риддл проиграл свои титульные матчи, заявил, что пришло время кому-то другому подойти к Лэшли. Затем Ли заявил, что он победит Лэшли, и он также может победить Риддла. Позже той же ночью Ли победил Риддла. После матча Лэшли атаковал Ли и Риддла. Впоследствии на Elimination Chamber Лэшли должен защищать Чемпионство Соединенных Штатов против Ли и Риддла. Однако в день этого события Ли был снят с матча из-за полученной травмы. Затем на предварительном шоу был запланирован фатальный четырёхсторний матч между Джоном Моррисоном, Мустафой Али, Рикошетом и Элиасом, чтобы заполнить освободившееся место Ли в матче тройной угрозы за титул чемпиона США.

#### Elimination Chamber матч (Бренд SmackDown) и матч за Вселенское Чемпионство WWE
На эпизоде SmackDown от 12 февраля официальный представитель WWE Адам Пирс назначил Вселенскому Чемпиону WWE Роману Рейнсу титульную защиту в Elimination Chamber матче одноимённого шоу. Однако специальный юрисконсульт Рейнса Пол Хейман отметил, что в его контракте говорится только о том, что Рейнс должен защищать чемпионат на этом шоу, но не обязательно внутри одноимённой структуры. К неудовольствию Пирса, было решено, что победитель Elimination Chamber матча получит немедленный чемпионский матч против Рейнса в тот же вечер. Пирс назвал кузена Рейнса, Джея Усо, и Кевина Оуэнса, последнего победил Рейнс в Королевской битве в матче Последний стоящий на ногах, в качестве первых двух участников матча, а остальные четыре места были определены квалификационными матчами в том же эпизоде. Король Корбин и Сами Зайн квалифицировались, победив Рея Мистерио и Доминик Мистерио в командном матче, а позже Сезаро и Дэниел Брайан победили Командных чемпионов команды SmackDown Дольфа Зигглера и Роберта Руда в командном матче без титулов на кону, чтобы заполнить последние два места.

## Результаты
| №                                                    | Матч | Тип матча                                                                                                 | Время | Оценки (по 5-бальной шкале) от Дейва Мельтцера | Рейтинг (оценивается по 10-бальной шкале) пользователей сайта Cagematch.net |
| ---------------------------------------------------- | --- | --- | ----- | ---------------------------------------------- | --------------------------------------------------------------------------- |
| 1P                                                   | Джон Моррисон победил Элайаса, Мустафу Али (с Булавой, Т-Баром и Слэпджеком) и Рикошета                    | Четырехсторонний фатальный матч Победитель присоединяется к матчу за Чемпионство США WWE в главном карде. | 7:10  | 3 звезды                                       | 6.03                                                                        |
| 2                                                    | Дэниель Брайан победил Сезаро, Джея Усо, Кевина Оуэнса, Короля Корбина и Сами Зайна                        | Elimination Chamber матч для немедленного матча за Вселенское Чемпионство WWE                             | 34:20 | 4.25 звезды                                    | 7.99                                                                        |
| 3                                                    | Роман Рейнс (c) (с Полом Хейманом) победил Дэниэла Брайана по болевому                                     | Титульный матч за Вселенское Чемпионство WWE                                                              | 1:32  | без оценки                                     | не оценен так как поединок шел меньше 5 минут                               |
| 4                                                    | Риддл победил Бобби Лэшли (с) (с с MVP) и Джон Моррисон                                                    | Матч тройной угрозы за Чемпионство США WWE                                                                | 8:40  | 3.25 звезды                                    | 6.55                                                                        |
| 5                                                    | Ная Джакс и Шейной Бейзлер (с) победил Бьянку Белэйр и Сашу Бэнкс                                          | Титульный матч за Командное Чемпионство WWE среди женщин                                                  | 9:35  | 2.75 звезды                                    | 4.03                                                                        |
| 6                                                    | Дрю Макинтайр (c) победил Эй Джей Стайлза (с Омосом), Джеффа Харди, Кофи Кингстона, Рэнди Ортона и Шеймуса | Elimination Chamber матч за Чемпионство WWE                                                               | 31:10 | 4 звезды                                       | 7.34                                                                        |
| 7                                                    | Миз победил Дрю Макинтайра (с)                                                                             | Титульный матч за Чемпионство WWE Миз удачно реализовал контракт Money in the Bank                        | 0:30  | без оценки                                     | не оценен так как поединок шел меньше 5 минут                               |
| (с) — чемпион на момент поединка P — матч на пре-шоу | | |       |                                                |                                                                             |

### Elimination Chamber матч (Бренд SmackDown)
| № вылета   | Рестлер        | № выхода | Выбил          | Способ      | Время |
| ---------- | -------------- | -------- | -------------- | ----------- | ----- |
| 1          | Король Корбин  | 3        | Сезаро         | По болевому | 17:45 |
| 2          | Сами Зейн      | 4        | Кевин Оуэнс    | Удержание   | 25:30 |
| 3          | Кевин Оуэнс    | 5        | Джей Усо       | Удержание   | 26:50 |
| 4          | Сезаро         | 2        | Джей Усо       | Удержание   | 32:50 |
| 5          | Джей Усо       | 6        | Дэниель Брайан | Удержание   | 34:20 |
| Победитель | Дэниель Брайан | 1        |                |             |       |

### Elimination Chamber матч (Бренд Raw)
| № вылета   | Рестлер        | № выхода | Выбил          | Способ    | Время |
| ---------- | -------------- | -------- | -------------- | --------- | ----- |
| 1          | Рэнди Ортон    | 2        | Кофи Кингстон  | Удержание | 8:55  |
| 2          | Кофи Кингстон  | 4        | Шеймус         | Удержание | 23:35 |
| 3          | Джефф Харди    | 1        | Дрю Макинтайр  | Удержание | 25:15 |
| 4          | Шеймус         | 6        | Эй Джей Стайлз | Удержание | 30:15 |
| 5          | Эй Джей Стайлз | 5        | Дрю Макинтайр  | Удержание | 31:10 |
| Победитель | Дрю Макинтайр  | 3        |                |           |       |

## Заметки
1. ↑  Мероприятие проходило без зрителей из-за пандемии COVID-19 в Соединенных Штатах, в нем участвовала живая толпа виртуальных фанатов через просмотр ThunderDome .